# Cars 2
Cars 2 is een Amerikaanse computeranimatiefilm van Pixar Animation Studios uit 2011. De film is een vervolg op Cars uit 2006, en is de tweede Pixar-film die een vervolg kreeg. De film is geregisseerd door John Lasseter, met Brad Lewis als co-regisseur.
De film stond eerst gepland voor 2012, maar Pixar besloot de première een jaar te vervroegen: de Amerikaanse première was op 24 juni 2011 en die in Groot-Brittannië op 22 juli 2011. De Belgische première was, net zoals de Nederlandse première, op 6 juli 2011. De film is gedistribueerd door Walt Disney Pictures. De film verscheen samen met de korte film Hawaiian Vacation die gebaseerd is op Toy Story.

## Verhaal
Bliksem McQueen (Lightning McQueen) heeft sinds de vorige film inmiddels vier keer de Piston Cup gewonnen. Hij keert terug naar Radiator Springs en wordt herenigd met zijn oude vriend Takel (Mater) en vriendin Sally. Voormalig petroliumtycoon Miles Axlerod, die zich nu inzet voor de promotie van groene energie, maakt bekend dat er binnenkort een grote race zal plaatsvinden genaamd de "World Grand Prix", bedoeld om biobrandstof te promoten. McQueen wil aanvankelijk niet meedoen, maar na aandringen van Takel en te zijn uitgedaagd door de Italiaanse formule 1-wagen Francesco Bernoulli stemt McQueen toe. Samen met Takel vertrekt McQueen naar Japan, waar de eerste wedstrijd zal worden gehouden.
Ondertussen maken professor Zündapp en een nog onbekend meesterbrein, die samen de grootste oliereserves ter wereld  bezitten, plannen om de distributie van biobrandstof te saboteren. Ze willen tijdens de aankomende Grand Prix de biobrandstof in de racewagens laten ontploffen met een wapen vermomd als televisiecamera, en zo het publiek laten denken dat de biobrandstof onveilig is. De Britse spionnen Finn McMissile en Holley Shiftwell proberen dit plan te verhinderen. Ze hebben een ontmoeting geregeld met de Amerikaanse spion Redline, die hen meer informatie kan geven over het meesterbrein achter de geplande aanslag. Redline wordt echter onderschept door Zündapp en zijn handlangers. Hij kan nog net de informatie doorgeven aan een nietsvermoedende Takel. Hierdoor raakt Takel tegen wil en dank betrokken bij de spionagemissie.
Tijdens de eerste race in Tokio helpen McMissile en Holley de nog niets vermoedende Takel te ontkomen aan Zündapps handlangers. Takel geeft onbedoeld McQueen slecht advies, waardoor hij de race verliest. McQueen verliest zijn geduld en geeft Takel kwaad het advies terug te gaan naar Radiator Springs. Zelf vertrekt hij naar Italië voor de tweede race. Op de luchthaven wordt Takel op het nippertje gered van Zündapps handlangers door McMissile. Samen reizen ze door naar Parijs om voor een ontmoeting met een informant van McMissile.
In Italië infiltreert Takel bij een bijeenkomst van de criminelen en ontdekt Zündapps plan. Zündapp laat zijn handlangers het wapen alvast gebruiken op enkele racewagens. Zoals verwacht wordt men achterdochtig over de veiligheid van de biobrandstof, maar McQueen besluit de brandstof toch te gebruiken tijdens de laatste race in Engeland. Zündapp maakt McQueen tot zijn volgende doelwit. Takel wil dit verhinderen, maar wordt samen met McMissle en Shiftwell gevangen. Tijdens zijn gevangenschap krijgt Takel een droom die hem doet inzien hoe idioot hij zich gedragen heeft. Takel ontsnapt en wil McQueen waarschuwen voor de naderende aanslag, maar beseft dan dat Zündapp een bom aan hem heeft bevestigd om McQueen mee op te blazen. Takel kan McQueen lang genoeg ontlopen om hem buiten bereik van de bom te houden. Zündapp wordt gevangen en Takel ontdekt dat Miles Axlerod al die tijd het meesterbrein achter de aanslagen was. Axlerod bekent schuld en deactiveert de bom.
Voor zijn dappere optreden wordt Takel geridderd door de Britse koningin. Hij en McQueen keren huiswaarts.

## Rolverdeling
| Personage             | Originele Amerikaanse stemmen | Nederlandse stemmen                    | Vlaamse stemmen       |
| --------------------- | ----------------------------- | -------------------------------------- | --------------------- |
| Takel                 | Larry the Cable Guy           | Frits Lambrechts                       | Luk D'Heu             |
| Bliksem McQueen       | Owen Wilson                   | Hans Somers                            | Koen Wauters          |
| Finn McMissile        | Michael Caine                 | Paul Disbergen                         | Marc Coessens         |
| Holley Shiftwell      | Emily Mortimer                | Lieke van Lexmond                      | Anneke De Keersmaeker |
| Sir Miles Axlerod     | Eddie Izzard                  | Daniël Boissevain                      | Kris Wauters          |
| Francesco Bernoulli   | John Turturro                 | Ewout Eggink                           | Govert Deploige       |
| Brent Mustangburger   | Brent Musburger               | Jeroen Keers                           | Lieven Scheire        |
| Professor Zündapp     | Thomas Kretschmann            | Eddy Zoëy                              | Ludo Hellinx          |
| Grem                  | Joe Mantegna                  | Bart Bosch                             | Jelle De Beule        |
| Acer                  | Peter Jacobson                | Louis van Beek / Reinder van der Naalt | Sven de Ridder        |
| Sally                 | Bonnie Hunt                   | Peggy Vrijens*                         | Veerle Dobbelaere     |
| Darrell Cartrip       | Darrell Waltrip               | Edwin Evers                            | Sven Ornelis          |
| Oom Topolino          | Franco Nero                   | Sander de Heer                         | Manou Kersting        |
| David Hobbscap        | David Hobbs                   | Jeroen van Inkel                       |                       |
| Mel Dorado            | Patrick Walker                | Winston Gerschtanowitz                 |                       |
| Luigi                 | Tony Shalhoub                 | Laus Steenbeeke                        | Mark Uytterhoeven     |
| Otis                  | Jeff Garlin                   | Guus Meeuwis                           |                       |
| Tomber                | Michel Michelis               | Reinder van der Naalt                  |                       |
| Siddley               | Jason Isaacs                  | Finn Poncin                            |                       |
| Leland Turbo          | Jason Isaacs                  | Finn Poncin                            |                       |
| Fillmore              | Lloyd Sherr                   | Ad Visser                              | Luc De Vos            |
| Gevechtsschip         | Lloyd Sherr                   | Marcel Jonker                          |                       |
| Rod "Torque" Redline  | Bruce Campbell                | Frans Limburg                          |                       |
| Takel's Computer      | Teresa Gallagher              | Donna Vrijhof                          |                       |
| Flo                   | Jenifer Lewis                 | Jenny Mijnhijmer                       | Mitta Van der Maat    |
| Victor Hugo           | Stanley Townsend              | Sander de Heer / Reinder van der Naalt |                       |
| Vladimir Trunkov      | Stanley Townsend              | Emile Ratelband / Just Meijer          |                       |
| Ivan de Takelwagen    | Stanley Townsend              | Marcel Jonker                          |                       |
| Alexander Hugo        | Velibor Topic                 | Florus van Rooijen / Frans Limburg     |                       |
| Northwestern / Crabby | Sig Hansen                    | Frans Limburg                          |                       |
| Guido                 | Guido Quaroni                 | Guido Quaroni                          | Guido Quaroni         |
| The Queen             | Vanessa Redgrave              | Beatrijs Sluijter                      |                       |
| Mama Topolino         | Vanessa Redgrave              | Maria Lindes                           |                       |
| J. Curby Gremlin      | John Mainieri                 | Michiel Veenstra / Florus van Rooijen  |                       |
| Tubbs Pacer           | Brad Lewis                    | Brainpower                             |                       |
| Ramone                | Cheech Marin                  | Jörgen Raymann                         | Axl Peleman           |
| Jeff Gorvette         | Jeff Gordon                   | Michiel Veenstra                       |                       |
| Lewis Hamilton        | Lewis Hamilton                | Christijan Albers                      |                       |
| Sergeant              | Paul Dooley                   | Hero Muller                            | Karel Deruwe          |
| Minny                 | Edie McClurg                  | Beatrijs Sluijter                      |                       |
| Van                   | Richard Kind                  | Fred Butter                            |                       |
| Lizzie                | Katherine Helmond             | Doris Baaten                           |                       |
| Mack                  | John Ratzenberger             | Leo Richardson*                        |                       |
| Sheriff               | Michael Wallis                | Marcel Jonker                          | Tuur De Weert         |
| John Lassetire        | John Lasseter                 | Hero Muller                            |                       |
| Overige stemmen       |                               |                                        | Lien Van de Kelder    |
|                       |                               |                                        | Guy Mortier           |

* = In de Nederlandse versie zullen Sally de Porsche en Mack de Vrachtwagen een andere stem krijgen, omdat de vorige stemacteurs (Frédérique Huydts en Pim Koopman) beiden overleden zijn.

## Achtergrond

### Ontwikkeling
Lasseter kwam op het idee voor de film toen hij de wereld rondreisde om de eerste film te promoten. Naar eigen zeggen probeerde hij steeds te bedenken hoe Takel zou reageren in bepaalde situaties die hij onderweg tegenkwam. In 2009 liet Disney meerdere domeinnamen vastleggen om de indruk te wekken dat de titel en het thema van de film zouden draaien om een World Grand Prix.
In maart 2011 klaagde de Britse scenarioschrijver Jake Mandeville-Anthony Disney en Pixar aan wegens auteursrechtenschending en contractbreuk. Volgens hem waren Cars en Cars 2 gebaseerd op een scenario dat hij in de vroege jaren 90 had geschreven. Disney ontkende deze aanklachten.
Drie van de originele leden uit de eerste film leven inmiddels niet meer; Joe Ranft (Red) stierf bij een auto-ongeluk in augustus 2005, George Carlin (Fillmore) aan hartfalen in juni 2008, en Paul Newman (Doc Hudson) aan kanker in september 2008. De stem van Fillmore is overgenomen door Lloyd Sher. Het personage van Doc Hudson, het karakter dat nog een grote rol had in het eerste deel van Cars, komt niet terug in het vervolg.

### Filmmuziek
De muziek voor Cars 2 werd uitgebracht op zowel CD als download. Het is de vierde Pixarfilm, waarvan de muziek is gecomponeerd door Michael Giacchino.

Alle muziek en teksten zijn geschreven door Michael Giacchino, tenzij anders vermeld. 
| Nr. | Titel                                     | Schrijver(s)      | Artiest                         | Duur |
| --- | ----------------------------------------- | ----------------- | ------------------------------- | ---- |
| 1.  | You Might Think (Cover of The Cars)       | Ric Ocasek        | Weezer                          | 3:07 |
| 2.  | Collision Of Worlds                       | Paisley, Williams | Brad Paisley en Robbie Williams | 3:36 |
| 3.  | Mon Cœur Fait Vroum (My Heart Goes Vroom) | Michael Giacchino | Bénabar                         | 2:49 |
| 4.  | Nobody's Fool                             | Paisley           | Brad Paisley                    | 4:17 |
| 5.  | Polyrhythm                                | Yasutaka Nakata   | Perfume                         | 4:09 |
| 6.  | Turbo Transmission                        |                   |                                 | 0:52 |
| 7.  | It's Finn McMissile!                      |                   |                                 | 5:54 |
| 8.  | Mater The Waiter                          |                   |                                 | 0:43 |
| 9.  | Radiator Reunion                          |                   |                                 | 1:39 |
| 10. | Cranking Up The Heat                      |                   |                                 | 1:59 |
| 11. | Towkyo Takeout Score                      |                   |                                 | 5:40 |
| 12. | Tarmac The Magnificent                    |                   |                                 | 2:38 |
| 13. | Whose Engine Is This?                     |                   |                                 | 1:22 |
| 14. | History's Biggest Loser Cars              |                   |                                 | 2:26 |
| 15. | Mater Of Disguise                         |                   |                                 | 0:48 |
| 16. | Porto Corsa Score                         |                   |                                 | 2:55 |
| 17. | The Lemon Pledge                          |                   |                                 | 2:13 |
| 18. | Mater's Getaway                           |                   |                                 | 0:59 |
| 19. | Mater Warns McQueen                       |                   |                                 | 1:31 |
| 20. | Going To The Backup Plan                  |                   |                                 | 2:25 |
| 21. | Mater's The Bomb                          |                   |                                 | 3:16 |
| 22. | Blunder And Lightning                     |                   |                                 | 2:17 |
| 23. | The Other Shoot                           |                   |                                 | 1:03 |
| 24. | Axlerod Exposed                           |                   |                                 | 2:21 |
| 25. | The Radiator Springs Gran Prix            |                   |                                 | 1:30 |
| 26. | The Turbomater                            |                   |                                 | 0:50 |

### Ontvangst
Cars 2 werd over het algemeen, in tegenstelling tot voorgaande Pixar-films, negatief beoordeeld. De film haalde een score van 33% op Rotten Tomatoes, die daarmee als 'rotten' beschouwd. Een stuk lager dan alle 11 voorgaande films van Pixar. Een veelgehoord punt van kritiek was dat het verhaal zwak zou zijn. Op Metacritic kreeg de film 57 uit 100 punten.

## World Grand Prix
De World Grand Prix was de racecompetitie in de film. De oprichter Sir Miles Axlerod bedacht een oliebedrijf namelijk Allinol en hij wou het brandstof testen en toen startte hij deze competitie met 11 racers die racen om de beste racer van de wereld te zijn.

### Coureurs
| Nr. | Land                                            | Coureur             | Afk. |
| --- | ----------------------------------------------- | ------------------- | ---- |
| 1   | Vlag van Italië                                 | Francesco Bernoulli | FRA  |
| 2   | Vlag van Verenigd Koninkrijk · Vlag van Grenada | Lewis Hamilton      | HAM  |
| 4   | Vlag van Duitsland                              | Max Schnell         | SCH  |
| 5   | Vlag van Spanje                                 | Miguel Camino       | CAM  |
| 06  | Vlag van Frankrijk                              | Raoul ÇaRoule       | CAR  |
| 7   | Vlag van Japan                                  | Shu Todoroki        | TOD  |
| 8   | Vlag van Brazilië                               | Carla Veloso        | VEL  |
| 9   | Vlag van Verenigd Koninkrijk                    | Nigel Gearsley      | GEA  |
| 10  | Onbekend                                        | Rip Clutchgoneski   | CLU  |
| 24  | Vlag van Verenigde Staten                       | Jeff Gorvette       | GOR  |
| 95  | Vlag van Verenigde Staten                       | Bliksem McQueen     | MCQ  |

### Races
WGP van Tokio 2011
| Positie | Coureur             |
| ------- | ------------------- |
| 1       | Francesco Bernoulli |
| 2       | Bliksem McQueen     |
| 3       | Carla Veloso        |
| 4       | Shu Todoroki        |
| 5       | Jeff Gorvette       |
| 6       | Lewis Hamilton      |
| 7       | Nigel Gearsley      |
| 8       | Raoul ÇaRoule       |
| DNF     | Max Schnell         |
| DNF     | Rip Clutchgoneski   |
| DNF     | Miguel Camino       |

 WGP van Porto Corsa 2011
| Positie | Coureur             |
| ------- | ------------------- |
| 1       | Bliksem McQueen     |
| 2       | Francesco Bernoulli |
| 3       | Jeff Gorvette       |
| 4       | Lewis Hamilton      |
| DNF     | Rip Clutchgoneski   |
| DNF     | Raoul ÇaRoule       |
| DNF     | Max Schnell         |
| DNF     | Miguel Camino       |
| DNF     | Shu Todoroki        |
| DNF     | Nigel Gearsley      |
| DNF     | Carla Veloso        |

 WGP van Londen 2011
Deze race werd tijdens deze stand gestaakt.
| Positie | Coureur             |
| ------- | ------------------- |
| 1       | Bliksem McQueen     |
| 2       | Francesco Bernoulli |
| 3       | Lewis Hamilton      |
| 4       | Miguel Camino       |
| 5       | Max Schnell         |
| 6       | Nigel Gearsley      |
| 7       | Jeff Gorvette       |
| 8       | Shu Todoroki        |
| 9       | Carla Veloso        |
| 10      | Raoul ÇaRoule       |
| 11      | Rip Clutchgoneski   |